# Gornja Ržana
Gornja Ržana (cirill betűkkel Горња Ржана, bolgárul Горна Ръжана) falu Szerbiában, a Pcsinyai körzetben, a Bosilegradi községben.

## Népesség
- 1948-ban 414 lakosa volt.
- 1953-ban 424 lakosa volt.
- 1961-ben 401 lakosa volt.
- 1971-ben 337 lakosa volt.
- 1981-ben 235 lakosa volt.
- 1991-ben 168 lakosa volt
- 2002-ben 95 lakosa volt,[1] akik közül 61 jugoszláv (64,21%), 18 szerb (18,94%), 15 bolgár (15,78%).[2]